# Kostel svatého Václava (Hrusice)
Kostel svatého Václava stojí v horní části návsi obce Hrusice. Původně románský kostel byl později barokně upraven, ale zachoval se pozoruhodný románský portál. Dříve byl kostel obklopen hřbitovem, po němž zůstala ohradní zeď s branou. Celý areál je chráněn  jako kulturní památka České republiky.

## Historie
Kostel, zasvěcený sv. Václavu, byl postaven nejpozději v letech 1225 až 1250, ale již dříve v oblasti Hrusic stála kaple sv. Vojtěcha. Jako kostel farní je doložen k roku 1359. V 16. století byl přesvěcen sv. Mikuláši. V roce 1624 byla hrusická farnost přičleněna k farnosti mnichovické. V roce 1785, kdy byla hrusická farnost povýšena na lokálii, se kostelu vrátilo zasvěcení sv. Václavu. V roce 1856 byla obnovena samostatná farnost. Po roce 1953 přestal být do farnosti ustanovován sídelní duchovní správce, bohoslužby zde koná duchovní správce z farnosti mnichovické.

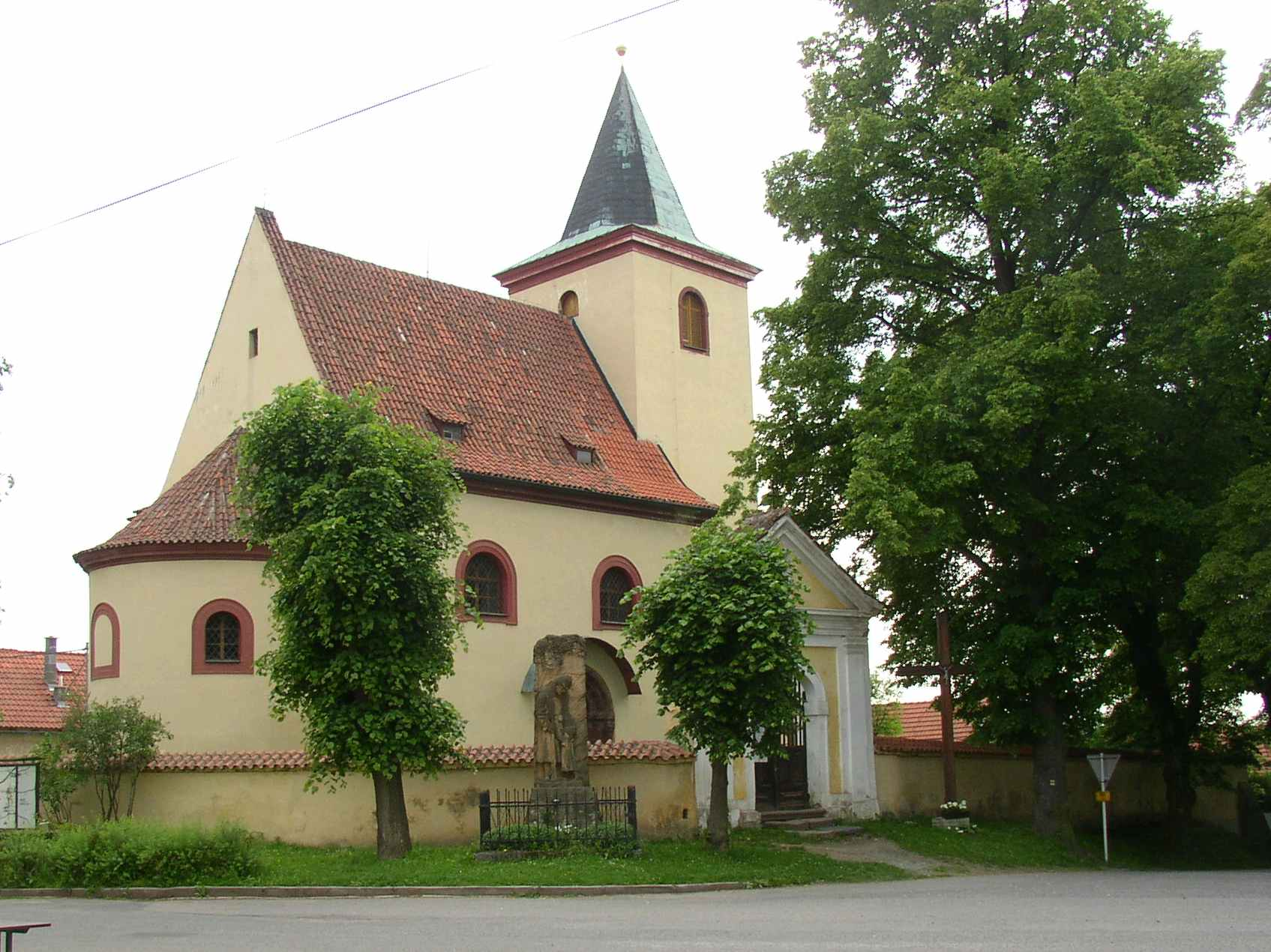
celkový pohled

## Architektura

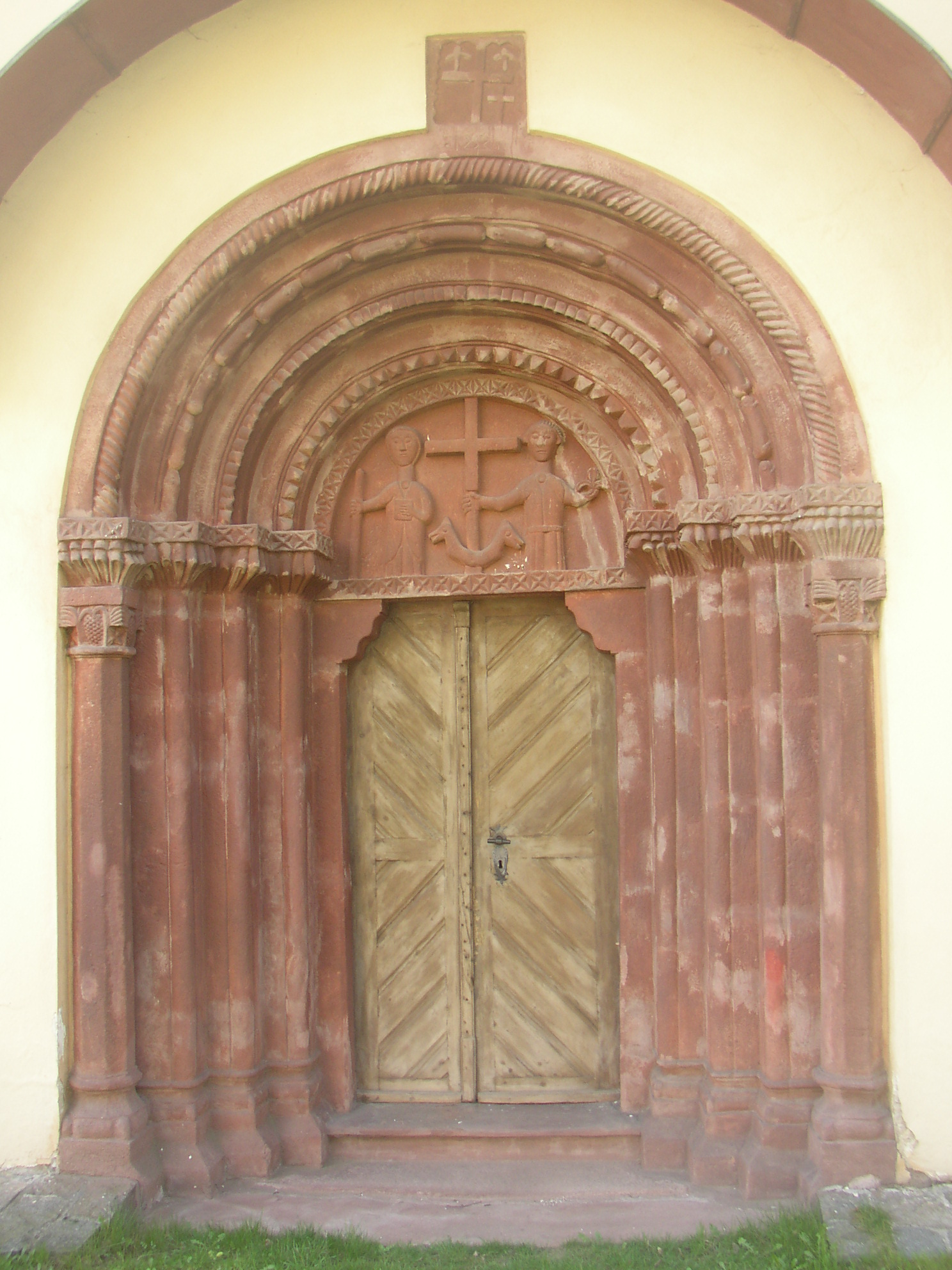
románský portál

Jde o v jádru románský jednolodní kostel s půlkruhovou apsidou a hranolovou věží. Při barokních úpravách byl prolomen portál na západní straně věže, přistavěn portikus a sakristie, loď s původně plochým stropem byla zaklenuta a byla prolomena nová okna. Původní portál v severní stěně lodi byl zazděn; k jeho odhalení došlo náhodou až roku 1853, kdy uhodil blesk do kostelní věže a stěna kostela praskla.

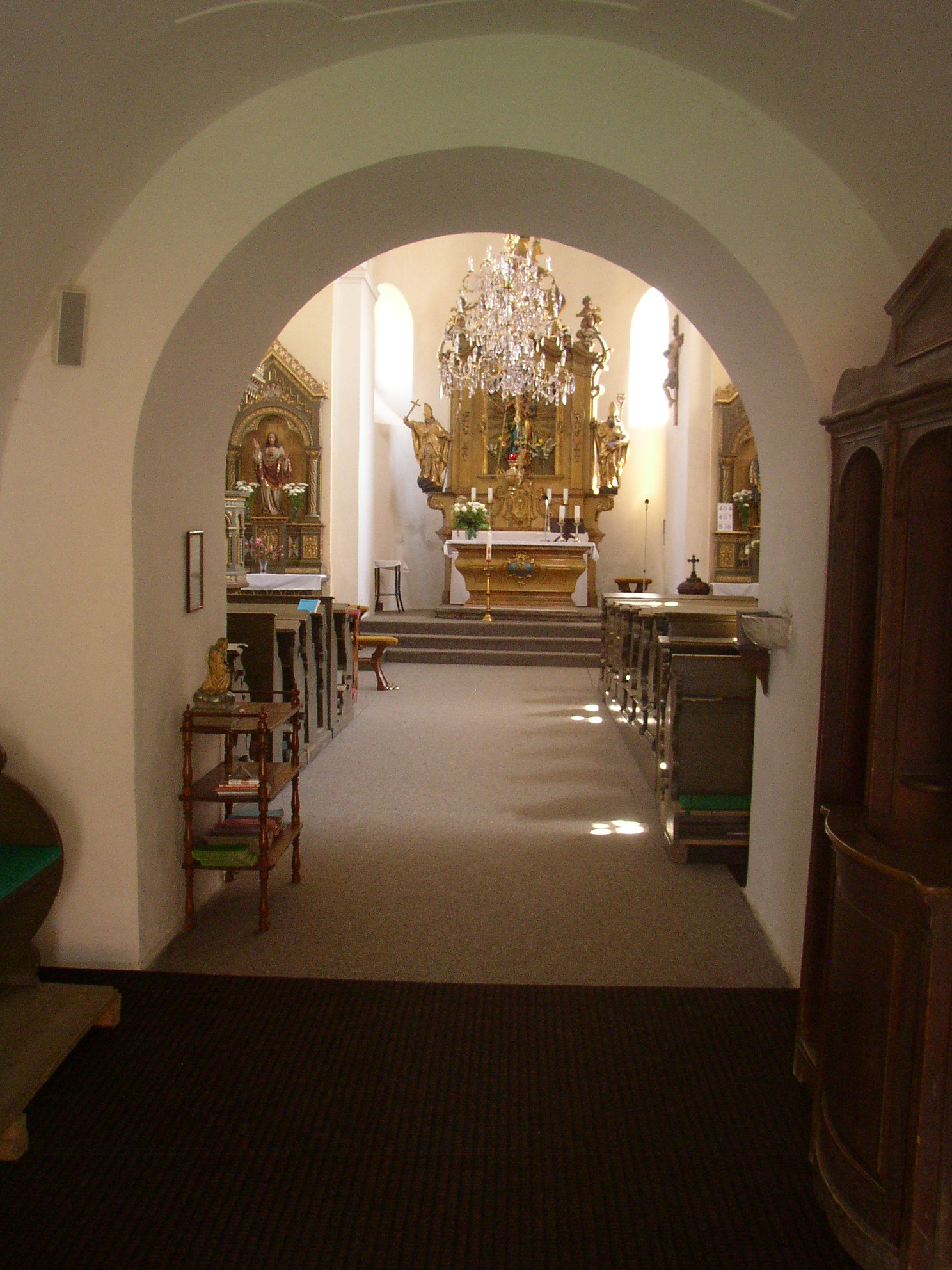
interiér kostela

Románský ústupkový portál je nejcennější částí stavby. Hlavice sloupků jsou zdobeny stylizovaným rostlinným ornamentem, archivolta má dekorativní výzdobu. Na tympanonu jsou dvě postavy po stranách kříže vztyčeného na hřbetu draka, jejichž pojetí je dosti primitivní. Představují buď sv. Cyrila a Metoděje, nebo sv. Václava a sv. Vojtěcha. Celý portál je vytesán z červeného pískovce a pravděpodobně je dílem benediktinských mnichů ze Sázavského kláštera. Nad portálem není umístěn znak opata Reginharda (představeného kláštera v letech 1162 až 1173), jak se někdy mylně uvádí, protože se nejedná o znamení ve štítě, který je podmínkou heraldického znaku, ani portál nevznikl za opatova života. Představuje čistě christologické znamení s atributy (kříže a lilie), evokující později dobře známý řádový odznak kříže sv. Benedikta.

## Interiér
Barokní hlavní oltář z 2. třetiny 18. století se sochami Panny Marie, sv. Vojtěcha a sv. Prokopa sem byl přenesen z některého pražského kostela. V roce 1809 byla na vrchol oltáře umístěna socha sv. Václava. Velký obraz sv. Václava z roku 1619 byl původně umístěn na starém hlavním oltáři. Pseudorománské boční oltáře, kazatelna i obrazy křížové cesty (od Floriana Maška) jsou z konce 19. století. Varhany pocházejí z roku 1902. V kostelní věži jsou dva zvony. Původně zde byly umístěny tři, ale největší byl  za první světové války zrekvírován pro armádní potřeby. Menší zvon pochází z 15. století, větší pochází z roku 1579 a jeho autorem je pražský zvonař Brikcí z Cimperka.

## Zajímavosti
Hrusický kostel můžeme v různých podobách vidět na mnoha obrazech a ilustracích zdejšího rodáka Josefa Lady. Jeho miniaturní kopie stojí od roku 2018 také v parku Boheminium v Mariánských Lázních.